# Strada statale 690 Avezzano-Sora
La strada statale 690 Avezzano-Sora (SS 690), conosciuta anche come superstrada del Liri, è un'importante strada statale e superstrada italiana.
La strada è stata classificata come statale con decreto del presidente del Consiglio dei ministri del 21 giugno 2005 e presa in carico dall'Anas, per la prima volta, in data 1º luglio 2006; prima di tale data era gestita dalla Provincia dell'Aquila e dalla Provincia di Frosinone. Nonostante il percorso sia in parte anche in territorio laziale, ne risulta competente il solo compartimento abruzzese dell'Anas stessa.

## Storia
Il cantiere del primo lotto Avezzano-Civitella Roveto venne aperto nel 1977 e fu completato negli anni ottanta. Il secondo tratto, fino al comune di Balsorano, venne aperto al traffico nel 1993. Poco dopo, nel 1994, l'opera fu completata fino a collegare l'Abruzzo con Sora con una sola corsia per i due sensi di marcia ad eccezione del tratto del comune di Avezzano che è a doppia carreggiata per quattro corsie. 
Dopo essere stata gestita dalle province dell'Aquila e di Frosinone nei rispettivi territori di competenza è passata dal 2006 sotto la gestione dell'Anas per quanto concerne il tratto abruzzese. 
Nel 2021 è stato ufficialmente presentato il progetto di raddoppio delle carreggiate e delle corsie per la totalità del tracciato abruzzese, oltre 39 chilometri, con la realizzazione di diverse opere come alcune piccole gallerie e il secondo tunnel del monte Salviano.

## Percorso
Ha inizio ad Avezzano, in Abruzzo, e si snoda verso il Lazio su un tracciato ad alta velocità (il limite di velocità imposto è 90 km/h sul tratto a due corsie per senso di marcia e in buona parte di quello ad una corsia di marcia, ove non diversamente segnalato); scorre praticamente affiancata alla ex strada statale 82 della Valle del Liri, che ha perso di importanza con la sua costruzione, e al corso del fiume Liri.

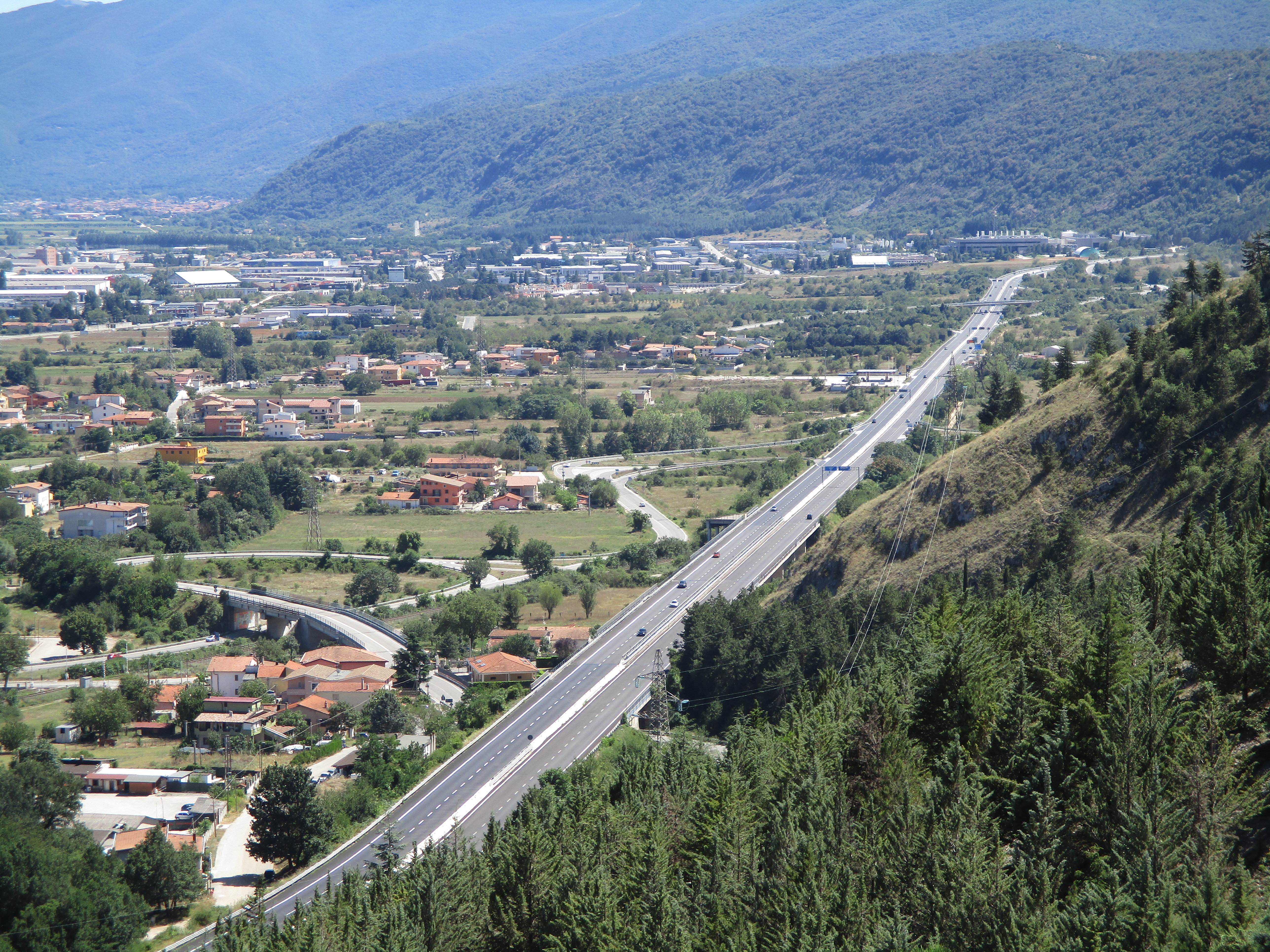
SS 690 a doppia carreggiata e quattro corsie nel tratto di Avezzano

Il suo percorso è rettilineo e scorrevole e vi sono numerose uscite per raggiungere vari centri come Capistrello, Canistro, Civitella Roveto, Civita d'Antino, Roccavivi e Balsorano. Entra poi nel Lazio e termina, senza soluzione di continuità, allo svincolo di Sora nord, dove cambia denominazione in strada statale 749 Sora-Cassino gestita dall’Anas.

## Svincoli
| Avezzano - Sora |                                                                     |      |       |
| Tipo            | Uscita                                                              | km   | Prov. |
|                 | Pescara - Chieti Roma - L'Aquila - Teramo                           | 0    | AQ    |
|                 | Centro Smistamento Merci della Marsica (solo direzione Sora)        | 0,1  | AQ    |
|                 | Avezzano nord Ospedale-Alba Fucens                                  | 0,2  | AQ    |
|                 | Tiburtina Valeria Madonna del Silenzio-Tagliacozzo                  | 1,4  | AQ    |
|                 | Avezzano centro Via Napoli-Madonna di Pietraquaria (Monte Salviano) | 4,2  | AQ    |
|                 | Area Industriale (solo direzione Sora)                              | 5,3  | AQ    |
|                 | Avezzano centro Via San Francesco                                   | 5,8  | AQ    |
|                 | Area Industriale (solo direzione Avezzano)                          | 6,3  | AQ    |
|                 | Capistrello                                                         | 9,9  | AQ    |
|                 | Canistro (solo direzione Sora)                                      | 12,5 | AQ    |
|                 | Civitella Roveto                                                    | 17,2 | AQ    |
|                 | Civita d'Antino Morino                                              | 22   | AQ    |
|                 | Le Rosce-Santa Restituta (Morrea)                                   | 26,6 | AQ    |
|                 | San Vincenzo Valle Roveto                                           | 30   | AQ    |
|                 | Balsorano Roccavivi                                                 | 32,6 | AQ    |
|                 | Ridotti                                                             | 37,8 |       |
|                 | Sora nord                                                           | 41,7 | FR    |